# William Halsey
William Frederick Halsey, Jr., ps. „Bull” (ur. 30 października 1882 w Elizabeth, zm. 16 sierpnia 1959 w Waszyngtonie) – amerykański admirał floty, oficer amerykańskiej marynarki wojennej, który odegrał jedną z wiodących ról w trakcie zmagań na Pacyfiku podczas II wojny światowej.
William Halsey ukończył akademię marynarki w 1904 roku, wziął następnie udział w rejsie Wielkiej Białej Floty. Do zakończenia I wojny światowej dowodził torpedowcami i niszczycielami. W latach 1921–1922 służył w wywiadzie marynarki, po czym do 1924 roku jako attaché w Niemczech, Norwegii, Danii i Szwecji.
Dowodził następnie eskadrą niszczycieli, od 1935 roku zaś lotniskowcami. Po japońskim ataku na Pearl Harbor przeprowadził serię rajdów lotniskowców na japońskie wysunięte placówki, zakończonych rajdem na Tokio i inne miasta japońskie w kwietniu 1942 roku. Od października 1942 roku dowodził amerykańskimi działaniami w kampanii na Wyspach Salomona. W czerwcu 1944 roku objął dowództwo 3 Floty, dowodząc nią w trakcie kampanii na Filipinach, w 1945 roku ze swoimi lotniskowcami zapewniał natomiast osłonę powietrzną podczas inwazji na Okinawę. 2 września 1945 roku, na okręcie flagowym adm. Halseya podpisany został akt kapitulacji Japonii. Admirał William „Bull” Halsey przeszedł na emeryturę w marcu 1947 roku.
Już w chwili wybuchu wojny Halsey uważany był za najlepszego i najbardziej agresywnego amerykańskiego dowódcę lotniskowców, co w znaczący sposób wpłynęło na przebieg kolejnych kampanii wojennych i zjednało mu dużą popularność wśród amerykańskich żołnierzy oraz uznanie w najwyższym dowództwie Floty Pacyfiku. Mimo kilku popełnionych błędów, zwłaszcza w 1944 roku, Halsey był jednym z najbardziej znanych i cieszących się największym powszechnym szacunkiem amerykańskich dowódców na obszarze Pacyfiku.

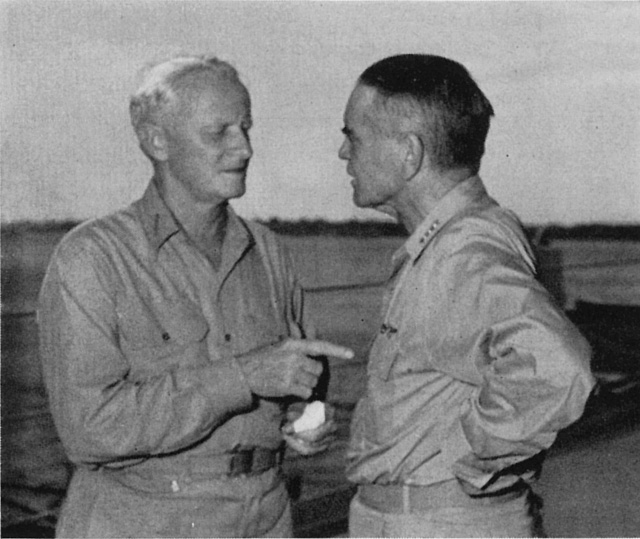
Admirałowie Chester W. Nimitz (po lewej) i William F. Halsey w 1943

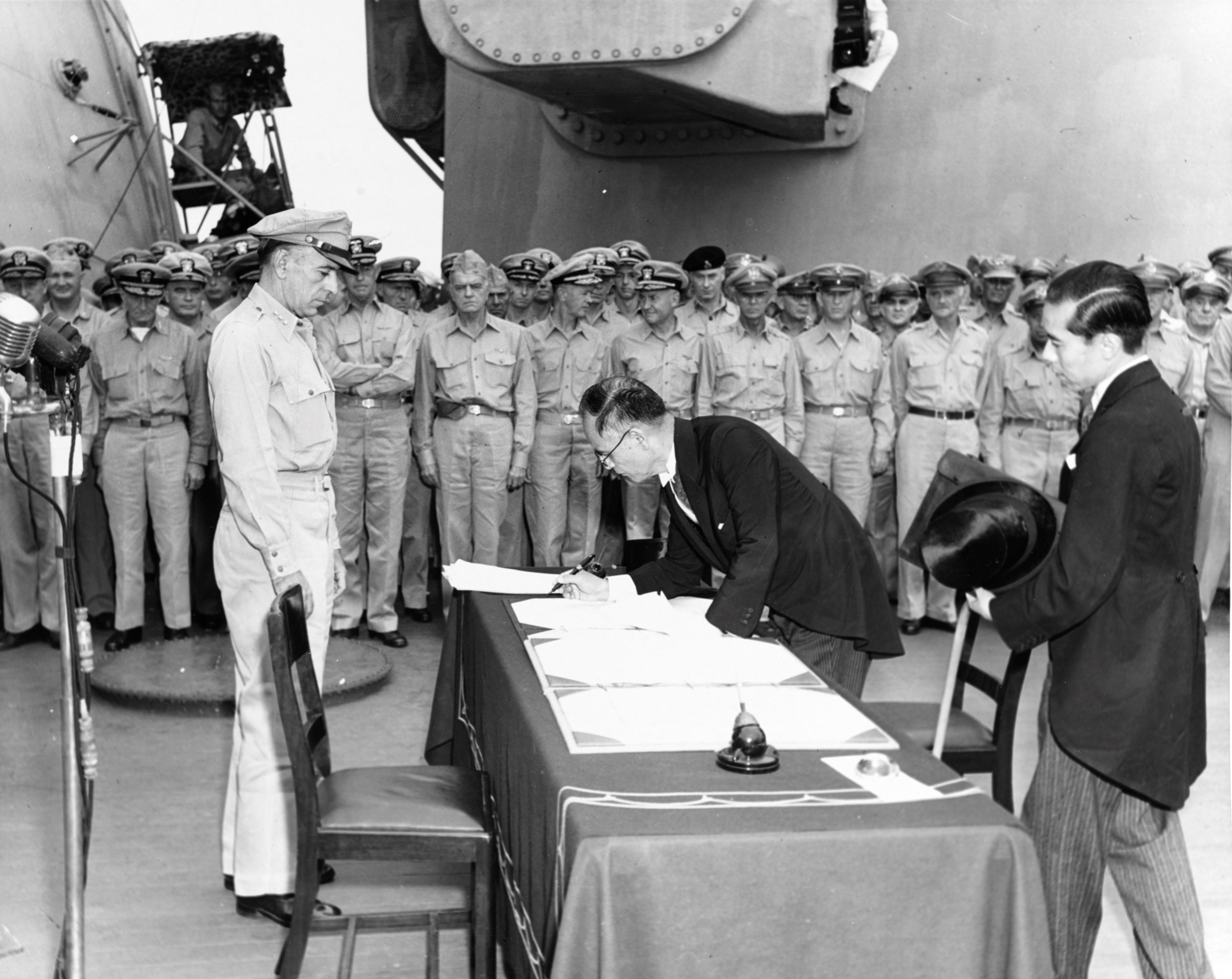
Podpisanie aktu kapitulacji Japonii (adm. William Halsey w pierwszym rzędzie, nad pochylonym ministrem spraw zagranicznych Mamoru Shigemitsu)

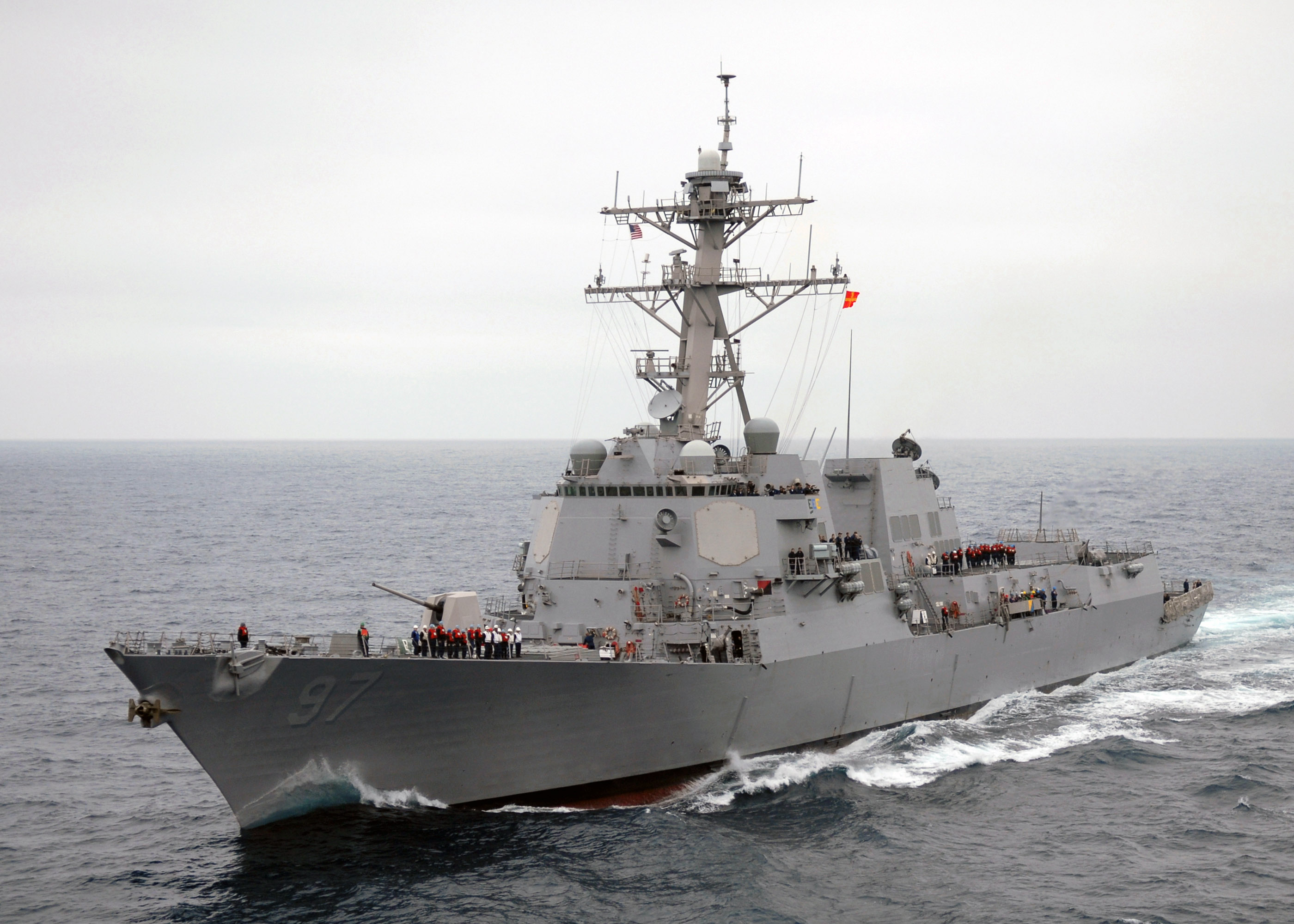
Niszczyciel USS Halsey (DDG-97) na Pacyfiku, 11 sierpnia 2007

## Życiorys

### Dzieciństwo i młodość
Syn oficera marynarki, komandora Williama F. Halseya (Sr.), wstąpił do Akademii Marynarki Wojennej Stanów Zjednoczonych, którą ukończył w 1904. W związku z rozbudową US Navy i zapotrzebowaniem na oficerów, Halsey został promowany ze stopnia chorążego (ang. ensign) do stopnia porucznika z pominięciem podporucznika. Początkowo służył na torpedowcach, w latach 1912–1913 pełniąc funkcję dowódcy I Dywizjonu Flotylli Torpedowców floty atlantyckiej, a następnie dowodząc kilkoma niszczycielami. Za udział w działaniach w czasie I wojny światowej odznaczony został krzyżem Navy Cross.
W latach 1922–1925 pracował jako attaché ambasady USA w Berlinie. Na początku lat 30. dowodził dwoma dywizjonami niszczycieli, a następnie – po uzupełnieniu wykształcenia i odbyciu kursu pilotażu – objął dowodzenie lotniskowca USS „Saratoga” oraz bazy lotnictwa morskiego w miejscowości Pensacola na Florydzie. W roku 1938 awansowany do stopnia kontradmirała, a po dwóch latach wiceadmirała.

### II wojna światowa
W czasie japońskiego ataku na Pearl Harbor 7 grudnia 1941 był w morzu na pokładzie lotniskowca USS „Enterprise” (CV-6) zapatrując w samoloty wyspę Wake. Dowodził w tym czasie grupą okrętów skupioną wokół lotniskowca USS „Enterprise” (CV-6), i wraz z nią przeprowadził większość z amerykańskich rajdów lotniskowców pierwszej połowy 1942 roku, zakończonych rajdem na Wyspy Japońskie, gdy „Enterprise” eskortował lotniskowiec USS „Hornet” (CV-8) zapewniając mu osłonę lotniczą. W tym czasie dorobił się przydomka „Bull” (byk), powtarzając: „Uderzaj mocno, uderzaj szybko, uderzaj często” (ang. Hit hard, hit fast, hit often).
Krótko po powrocie z rajdu Doolittle′a zachorował na półpasiec, i tuż przed bitwą pod Midway bezpośrednim rozkazem admirała Chestera Nimitza został wysłany na leczenie szpitalne. Mimo więc że powszechnie uważany był za najlepszego w amerykańskiej marynarce dowódcę grup lotniskowców, nie mógł osobiście dowodzić amerykańskimi siłami w tej bitwie. Zarekomendował w zamian dowódcy Floty Pacyfiku dowódcę zespołu krążowników eskorty swojego okrętu flagowego, kontradmirała Raymonda Spruance’a, który poprowadził lotniskowce amerykańskie do decydującego zwycięstwa.
W połowie października 1942, w krytycznym okresie walk o Guadalcanal, Halsey objął dowodzenie w obszarze Południowego Pacyfiku, zastępując zdymisjonowanego przez Nimitza adm. Roberta Ghormleya. Halsey był wówczas tak popularnym dowódcą wśród żołnierzy amerykańskiej marynarki i korpusu piechoty morskiej, że decyzja o objęciu przez Halseya dowództwa spotkała się z wybuchem radości wśród żołnierzy broniącej się od dwóch miesięcy na Guadalcanalu 1. dywizji marines. Natychmiast po objęciu dowództwa, Halsey siłą wymusił na wiernym rządowi Vichy francuskiemu gubernatorowi Nowej Kaledonii udostępnienie budynku gubernatora dla potrzeb swojego sztabu (w porozumieniu – za pośrednictwem Waszyngtonu – z gen. Charles’em de Gaulle’em) oraz zlikwidował zator zaopatrzeniowy w porcie w Numeii z zaopatrzeniem dla żołnierzy na Guadalcanalu. Kilka dni później wysłał jedyne w tym czasie dwa lotniskowce Floty Pacyfiku – „Hornet” i „Enterprise” – przeciwko czterem lotniskowcom japońskim adm. Chūichi Nagumo, co doprowadziło do kolejnej już w tym roku wielkiej bitwy lotniskowców pod Santa Cruz. Niecały zaś miesiąc później, celem zablokowania dostaw dla walczącej z marines na Guadalcanalu japońskiej 17. Armii, wysłał zespół krążowników ciężkich, do walki z japońskimi krążownikami i pancernikami „Kirishima” i „Hiei”, dwa dni później zaś, niemal pozbawione eskorty amerykańskie pancerniki USS „South Dakota” (BB-57) i USS „Washington” (BB-56), do walki z „Kirishimą” i zespołem japońskich krążowników ciężkich.
Zmieniając styl dowodzenia doprowadził znajdującą się na granicy załamania amerykańską kampanię na Wyspach Salomona do amerykańskiego zwycięstwa. Tylko w ciągu miesiąca od objęcia dowództwa na południowym Pacyfiku przez Halseya, w walkach morskich wokół Guadalcanalu zatopione zostały amerykański lotniskowiec „Hornet”, japońskie pancerniki „Kirishima” i „Hiei” oraz szereg amerykańskich i japońskich krążowników i niszczycieli, jednak adm. Yamamoto nie był w stanie odpowiednio zaopatrzyć 17. Armii, co doprowadziło ostatecznie do japońskiej klęski na Guadalcanalu.
Po wycofaniu się wojsk japońskich z Guadalcanalu, siły Halseya spędziły cały rok 1943 w rejonie wysp Salomona zajmując kolejne wyspy i odcinając od zaplecza wielką bazę japońską w Rabaulu. W trakcie tej kampanii Halsey wykazał się elastycznością, zdolnościami organizacyjnymi, a przede wszystkim zdecydowaniem, agresją i umiejętnością podejmowania trudnych decyzji, których zabrakło walczącemu przeciw siłom Halseya japońskiemu admirałowi Isoroku Yamamoto.
Admirał William Halsey opuścił obszar południowego Pacyfiku w maju 1944, wraz z przesunięciem się działań wojennych w kierunku Filipin i Japonii. Od września tego roku do stycznia 1945 dowodził 3. Flotą podczas kampanii w archipelagu Palau i na Filipinach.

### Błędy
W czasie bitwy o Leyte popełnił poważny błąd rzucając główne siły 3. Floty (34. Grupa Uderzeniowa) w pościg za japońskimi lotniskowcami i pozostawiając jedynie słabe siły przesłonowe wystawione na silny atak japońskich sił nawodnych. Ta decyzja wywołała słynną depeszę admirała Nimitza: „Indyk biegnie do wody. RR Od dowódcy Floty Pacyfiku do Dowódcy 3 Floty do wiadomości Dowódcy Floty USA, Dowódcy 77. Grupy Uderzeniowej. Gdzie jest, powtarzam, gdzie jest 34. Grupa Uderzeniowa? RR Świat się dziwi” (ang. Turkey trots to water RR From CINCPAC action COM THIRD FLEET info COMINCH CTF SEVENTY SEVEN X Where is rpt where is Task Force Thirty Four RR The world wonders).
Wszystko polegało na nieporozumieniu – pierwsze i ostatnie zdania depeszy były nic nie znaczącymi dodatkami mającymi utrudnić odczytanie tekstu deszyfrantom nieprzyjaciela a podwójne litery „R” miały wskazywać właściwy tekst depeszy przekazywany adresatowi. Jednak przyjmujący depeszę w sztabie Halseya uznał, że ostatnie zdanie może być wyrazem zaniepokojenia i krytyki ze strony Nimitza, więc po konsultacji ze swoim przełożonym zalecił przekazać depeszę dalej, prosząc, aby adiutant admirała uprzedził go, że ostatnie zdanie może nie być związane z treścią depeszy. Adiutant w pośpiechu nie powiedział tego, co ostatecznie doprowadziło do wybuchu wściekłości u Halseya. Tekst w tym kształcie przedostał się do prasy, która zauważyła, że data nadania depeszy zbiegła się z 90. rocznicą osławionej szarży Lekkiej Brygady pod Bałakławą uwiecznionej wierszem angielskiego poety Alfreda Tennysona, w którym użyto sformułowania „świat się zdziwił”. W rzeczywistości depesza Nimitza była zwykłym pytaniem dowódcy zaniepokojonego brakiem sił potrzebnych na kluczowym teatrze działań. Jak później ustalono admirał Nimitz zadał pytanie: „Gdzie jest 34. Grupa Uderzeniowa?”, a oficerowie w sztabie dodali „powtarzam” słysząc zdenerwowany głos dowódcy Floty Pacyfiku. Natomiast za taką, a nie inną treść końcowego wypełnienia odpowiadał oficer w centrali łączności (oficer rezerwy marynarki, w cywilu wykładowca literatury angielskiej i miłośnik poezji Tennysona), który uznał, że to zdanie najlepiej pasuje do treści depeszy (czym zresztą naruszył podstawowe zasady tworzenia wypełnień – musiały to być zdania w języku angielskim poprawne gramatycznie, a ich treść nie mogła w żaden sposób wiązać się z treścią depeszy). Oficer ten w późniejszym okresie został przeniesiony na inne stanowisko. Bitwa została ostatecznie wygrana, ale nie przyniosło to Halseyowi sławy.
Drugim błędem Halseya było wystawienie floty na uderzenie bardzo silnego tajfunu (odtąd znanego jako „tajfun Halseya”), co spowodowało zatonięcie trzech niszczycieli i poważne uszkodzenie wielu innych jednostek. Na dno poszło około 800 ludzi oraz 146 samolotów. Miesiąc później inny – nieco słabszy – tajfun uderzył ponownie we flotę. Obu sztormów można było uniknąć.

### Ostatnie lata
W styczniu 1945 został formalnie zastąpiony na stanowisku dowódcy floty (teraz pod nazwą 5. Floty) przez adm. Spruance’a, ale pozostał, jako nadal pełniący tę funkcję, aż do zakończenia wojny. 2 września 1945 był obecny przy podpisywaniu aktu kapitulacji Japonii na pokładzie pancernika USS „Missouri”.
Pomimo niepochlebnej opinii w związku z bitwą o Leyte i sprawą dwóch tajfunów, Halsey został – w grudniu 1945 – awansowany do stopnia Admirała Floty, głównie na podstawie poparcia udzielanego mu przez wpływowego, dbającego o sprawy marynarki kongresmena, Carla Vinsona. Po śmierci pochowany został na Narodowym Cmentarzu w Arlington.
Dwa okręty USA zostały nazwane jego imieniem: wycofana ze służby fregata rakietowa (później krążownik rakietowy) USS „Halsey” (DLG-23) i nowoczesny niszczyciel USS „Halsey” (DDG-97).

## Odznaczenia
- Krzyż Marynarki Wojennej
- Medal Marynarki Wojennej za Wybitną Służbę
- Medal Sił Lądowych za Wybitną Służbę
- US Navy Presidential Unit Citation
- Mexican Service Medal
- Medal Zwycięstwa I Wojny Światowej
- Medal Amerykańskiej Służby Obronnej
- Medal Kampanii Amerykańskiej
- Medal Kampanii Azji-Pacyfiku
- Medal Zwycięstwa w II Wojnie Światowej
- Medal Służby Obrony Narodowej
- Krzyż Wielki Orderu Krzyża Południa (Brazylia)
- Krzyż Wielki Orderu Zasługi Chile
- Order Abdóna Calderóna (Ekwador)
- Medal Wyzwolenia Filipin (Filipiny)
- Krzyż Złoty Orderu Zbawiciela (Grecja)
- Krzyż Wielki Orderu Quetzala (Gwatemala)
- Krzyż Wielki Orderu Boyacá (Kolumbia)
- Order Zasługi Morskiej (Kuba)
- Krzyż Wielki Orderu Vasco Núñeza de Balboa (Panama)
- Wojskowy Order Ayacucho (Peru)
- Wielka Wstęga Orderu Oswobodziciela (Wenezuela)
- Honorowy Rycerz Wielkiego Krzyża Orderu Imperium Brytyjskiego (Wielka Brytania)